# František Bednář
František Bednář (10. července 1884 Vír na Moravě – 11. července 1963 Vír) byl český evangelický teolog, historik, duchovní Českobratrské církve evangelické, spisovatel, překladatel, publicista, redaktor, editor, profesor a děkan Husovy československé evangelické fakulty bohoslovecké (HČEFB), v letech 1950–1952 profesor Komenského evangelické bohoslovecké fakulty v Praze.

## Život
Po maturitě na českém klasickém gymnáziu v Brně studoval práva v Praze, teologii v Halle an der Saale, Erlangen, Edinburghu a ve Vídni, kde v roce 1912 získal doktorát teologie obhájením disertační práce O vzájemných stycích husitů a anglických lollardů.
Své duchovenské působení zahájil jako superintendentní vikář (1909–1912), následně pak farář reformovaného sboru Klobouky u Brna (1912–1919), v letech 1919–1927 byl farářem farního sboru ČCE Praha 1-Nové Město. Od 21. 2. 1922 se stal docentem (habilitační spis Snahy o řešení sociální otázky v novodobém protestantismu), 17. 12. 1926 jmenován profesorem církevního práva a praktického bohosloví na HČEFB v Praze. Ve třech funkčních obdobích byl jejím děkanem, od roku 1950 až do svého penzionování (1952) přednášel na pražské Komenského evangelické bohoslovecké fakultě.
Patřil k výrazným osobnostem první učitelské generace HČEFB. Kromě pedagogické, redakční (Časopis Hus) i autorské činnosti a výuky vlastních oborů (praktické teologie a církevního práva), se jeho vědecký a badatelský zájem koncentroval na zkoumání úlohy křesťanství v moderním světě s akcentem na sociální problematiku, dále pak na českou historii, zejména období původní Jednoty bratrské a zpracování pramenů k dějinám luterských a reformovaných sborů na našem území.
V období druhé světové války, kdy byly okupačními úřady zavřeny vysoké školy, rozvinul rozsáhlou ediční činnost, jejímž výsledkem bylo vydání řady historicky cenných literárních památek české minulosti.

## Dílo

### Spisy
- Dějiny evang. reform. sboru v Kloboukách u Brna. Hodonín: nákl. vlastním, 1915
- Snahy o řešení sociální otázky v novodobém protestantismu : sociální zásady a podniky církví. Praha: Kalich, 1923
- Památník českobratrské církve evangelické : českobratrská církev evangelická a její senioráty a sbory na stezkách minulosti a na prahu budoucnosti. Praha: Kalich, 1924
- Sbírka zákonů a nařízení ve věcech náboženských a církevních v republice Československé : Normy platné v celém území republiky. Zvláštní předpisy, týkající se církví v zemích českých. Praha: HČEFB, 1929
- Náš chrám a sbor : K 80. výročí odevzdání sboru klimentského chrámu službě evangelia. Praha: Českobratrský evangelický sbor klimentský, 1930
- Toleranční patent. Hradec Králové: Nedělní Besídka, 1931
- Toleranční patent, jeho vznik a význam (spolu s Ferdinandem Hrejsou). Praha: Svaz národního osvobození, 1931
- Zápas moravských evangelíků o náboženskou svobodu v letech 1777–1781 : prameny k dějinám tolerančního patentu. Praha: Královská česká společnost nauk, 1931
- Církev a stát. Praha: Melantrich, 1934
- Zmatené lidstvo a protestantism. Praha: Svaz SČME YMCA, 1934
- Jiskry v temnu : Obrazy ze zápasů českého člověka / Podle archivních záznamů a historických událostí k dvacátému výročí osvobození československého lidu a spojení českých církví evangelických. Praha: Časopis Hus, 1938
- Jednota Bratrská : její organismus a život. Praha: Evangelické dílo, 1943
- The Transfer of Germans from Czechoslovakia from the ideological and ecclesiastical Standpoint. Prague: Kalich 1948

### Sborníky
- Reformační sborník : Práce z dějin československého života náboženského (spolu s Ferdinandem Hrejsou a Bohuslavem Součkem). Praha: Comenium, 1921
- Příspěvek do sborníku Českoslovenští evangelíci T. G. Masarykovi (ed. František Žilka). Praha: Kalich, 1930
- Památce superintendenta dra Ferdinanda Císaře (spolu s Emanuelem Havelkou). Praha: Časopis Hus, 1932
- Památce dra Frant. Kozáka a seniora Jana Pelíška. Praha: Časopis Hus, 1933
- Za světlem : sbírka kázání českobratrských evang. farářů. Praha: Časopis Hus, 1936
- Zásady Jednoty českých bratří (spolu s Ferdinandem Hrejsou a Josefem L. Hromádkou). Praha: Synodní rada ČCE, 1939
- Nad Karafiátovými Broučky : sborník k 50. jubilejnímu vydání Broučků (spolu s Janem Blahoslavem Čapkem a Rudolfem Říčanem; ed. Lubomír Balcar). Praha: Synodní rada ČCE, 1941

### Edice
- Katechismus bratrský : podle vydání z roku 1616. Praha: Hencl, 1933
- Modlitby otců : Deset pěkných modliteb z těch věcí, kteréž modlitba Páně v sobě zavírá, složených. Praha: Časopis Hus, 1940
- Jan Augusta: Umění práce díla Páně služebného. Praha: Královská česká společnost nauk, 1941
- Havla Žalanského Knížka o služebnosti. Praha: Reformační sborník, 1941, 1946
- Jakub Bílek: Jan Augusta v letech samoty (1548-1564). Praha: Laichter, 1942
- Jana Blahoslava Naučení mládencům. Praha: Kalich, 1947

### Studie, eseje a články
Byly zveřejňovány zejména v následujících tiskovinách:
- Český bratr
- Kalich (revue českých evangelíků)
- Kostnické jiskry
- Křesťanská revue (časopis)
- Reformační sborník (práce z dějin československého života náboženského, svazky I – VIII)
- Ročenky Husovy československé evangelické fakulty bohoslovecké
- Theologia evangelica (bohoslovecká revue konference evangelických duchovních v ČSR)